# Товарне господарство
Това́рне господа́рство— господарство, вироби якого призначалися для продажу на ринку та обмінювання за посередництва грошей.
Товарне виробництво — такий тип організації корисного господарства, при якому корисні продукти створюються для їх продажу на ринку. У зв'язку з цим, на відміну від натурального господарства, по-іншому розв'язуються головні проблеми економічної організації. Відповідно до вимог ринку вирішуються питання створення, організації виробництва (ступінь використання природних ресурсів), та збуту товарів.
Виробництво товарів зародилося в період розкладання первіснообщинного ладу (7-8 тисяч років тому). Відтоді й до теперішнього часу воно обслуговує різні соціально-економічні устрої. У зв'язку з цим можна виділити загальні для усіх історичних епох причини виникнення і характерні риси товарного господарства.
Виробництво товарів з'явилося, перш за все, в результаті суспільного розподілу праці, коли якісно диференціюється трудова діяльність (відокремлюються й співіснують різні її види). Ця загальна форма організаційно-економічних відносин продовжує змінюватись при вдосконаленні знарядь праці. Оскільки технічний прогрес не має меж, то не має меж і розвиток поділу праці в суспільстві. Таким чином це веде до поліпшення професійної підготовки працівників і до технічних нововведень.
Іншою причиною виникнення виробництва товарів є господарче відокремлення людей на виготовлення якогось продукту. Дані організаційно-економічні відносини суттєво доповнюють суспільний поділ праці. Людина тільки обирає якийсь вид роботи і перетворює його в самостійний вид виробничої діяльності. Це, звісно, посилює його залежність від інших товаровласників, що випускають інші корисні продукти. У підсумку виникає необхідність обмінюватися різнорідною продукцією, встановлювати через ринок господарські зв'язки.
Першим глибоко розкрив значення суспільного поділу праці для виникнення і розвитку товарно-ринкового господарства англійський економіст А. Сміт. Він роз'яснив: "Як тільки повсюдно встановлюється поділ праці, лише дуже мала частка потреб кожної людини може бути задоволена продуктом своєї власної праці. Значно більшу частину їх людина задовольняє обміном того надлишку продуктів своєї праці на надлишки продукту праці інших людей, яких вона потребує ".
Відокремлення товаровиробника стає найбільш повним, коли він є приватним власником. Між тим приватна власність процвітає і при натуральному виробництві, і тим не менше вона сама по собі не породжує товарне господарство. Необхідне для такого господарства відокремлення досягається найчастіше при наданні будь-якого майна в тимчасове володіння та користування.
Разом з тим товарно-ринкове господарство не може нормально розвиватися в рамках такої спільної сумісної власності, яка ускладнює і суспільний поділ праці, і господарське відокремлення виробників корисних речей, їх вільну підприємницьку діяльність. Воно паралізується особливо тоді, коли вся економіка опиняється в руках держави (як це було, наприклад, в 30—80-х рр. в Україні).
Між тим форми власності мають пряме відношення до становлення видів товарного виробництва. У залежності від ступеня розвитку відносин власності і організаційно-економічних відносин утворюються два види товарного виробництва. Історично першим було просте товарне господарство селян і ремісників, які використовують при виготовленні продуктів свою працю і порівняно прості знаряддя. У цьому випадку через низьке виробництво працівників сфера товарного виробництва і обігу розвинена недостатньо і часто є сусідами з натуральним господарством, що займає головні позиції в економіці. При капіталізмі з'являється розвинуте товарне господарство, при якому настає кінець пануванню натурального виробництва, всі продукти перетворюються на товари. Предметом купівлі і продажу стає також праця, робоча сила.
Виробництво товарів є відкритим господарством. Тут працівники створюють корисні продукти не для власного споживання, а для продажу їх іншим людям. Весь потік виготовляються речей виходить за межі кожної виробничої одиниці і спрямовується на ринок для задоволення попиту покупців.
У цьому разі серйозно змінюється траєкторія кругообігу багатства. Рух останнього розпадається на дві окремі ланки. Одна ланка: виробництво — розподіл -обмін (для виробника). Інша ланка: обмін — споживання (для покупця і споживача благ).
Далі, як відомо, виробництво товарів засновано на суспільному розподілі праці. Його розвиток залежить від того, наскільки поглиблюється спеціалізація (відокремлення) підприємств на виготовленні окремих видів продуктів або частин складних виробів. Нерозривний зв'язок товарного виробництва з розвитком поділу праці, а отже, з прогресом продуктивних сил — одна з вирішальних переваг в порівнянні з натуральним господарством.
Примітно, що в США завдяки спеціалізації сільськогосподарського виробництва, широкому застосуванню високопродуктивної техніки і технології зараз фермер в змозі прогодувати 50 чоловік.
Нарешті, товарному господарству притаманні непрямі, опосередковані зв'язки між виробництвом і споживанням.
У даному випадку виробник благ і їх споживач — абсолютно різні особи. Вони встановлюють необхідні економічні відносини при посередництві ринку. Асаме: виготовлена продукція спочатку надходить на ринок для обміну на інші вироби (або гроші) і лише потім потрапляє в продуктивне чи особисте споживання. Ринковий обмін підтверджує або не підтверджує необхідність виготовляти дану продукцію для продажу.
Ринкові зв'язки між виробниками і споживачами будуються «по горизонталі» — на основі господарських договорів про виробництво і купівлю-продаж товарів. При цьому споживач має недосяжною для натурального господарства свободою вибору безлічі корисних речей — однієї з форм економічної свободи.
Значить, товарне господарство — це такі організаційно-економічні відносини, при яких корисні продукти створюються для купівлі-продажу на ринку.
Тепер ми можемо встановити, в кінцевому рахунку, ніж товарне господарство відрізняється від натурального виробництва.
1. Товарне господарство виникає набагато пізніше натурального, бо для його виникнення не було необхідних передумов — суспільного поділу праці і відокремлення виробників. Розвинуте ж товарне господарство утвердилося приблизно п'ять століть тому.
2. На відміну від натурального виробництва товарне господарство має потужні внутрішні сили, що викликають його безперервний прогрес. До них належать: а) неухильне поглиблення поділу праці; б) що з ним вдосконалення особистих і технічних факторів виробництва; в) збільшення різноманіття економічних благ і відповідне цьому піднесення потреб людей.
3. Товарне господарство не сумісно з натуральним за своїми корінним ознаками: а) відкритості (на противагу замкнутості), б) поділу праці (на відміну від універсальності праці); в) ринкового обміну продуктами (на противагу неринковим розподілу продуктів).
2. Товар і його властивості. Вартість товару.
Натуральний продукт і товар мають деякі загальні властивості і серйозні відмінності.
Перш за все, кожен товар має тим самим властивістю, що й натуральний продукт — корисністю. Корисність — здатність блага задовольняти якісь потреби людей. В економіці корисністю прийнято називати все, що людина визнає необхідним для себе (навіть те, що завдає шкоди здоров'ю: сигарети, наркотики тощо). Самі ж потреби можуть породжуватися як біологічними потребами, так і духовними запитами.
Кожне матеріальне благо має, як правило, не одну, а безліч корисностей, або, образно кажучи, «пучок корисностей». Так, домашня господиня добре знає, скільки різних страв вона може приготувати, скажімо, зі шматка м'яса. Технологи нафтохімічного заводу професійно обізнані про великий «пучку» різноманітних корисних продуктів, які вони можуть зробити з вихідної сировини. У міру розвитку сучасної науки і технології виробництва в природних речовинах відкривається дедалі зростаючу кількість корисних якостей.
Корисні властивості речей виробники і споживачі матеріальних благ виявляють і оцінюють по-різному. Виробники продуктів у першу чергу застосовують об'єктивну (незалежну від волі і свідомості людей) оцінку їх речових властивостей, що дозволяють отримати потрібну корисність. Так, в залізній руді визначається кількість міститься в ній витягується заліза та інших складових частин; в молоці — наявність певної кількості жиру, білка, молочного цукру, вітамінів і т. д. Якщо кількість корисних речовин в продуктах зростає, то це підвищує їх якість, а тим самим збільшує їх корисність.
У свою чергу споживачі досить часто дотримуються своїх суб'єктивних оцінок про користь матеріальних благ, часом зневажаючи їх об'єктивними якостями. Вони дивляться на натуральні продукти з точки зору особистих запитів, смаків та уподобань. Хіба кожен з них не проявляє свою прихильність до вибору якогось виду і сорту чаю, кави? Тут зустрічаються й унікальні випадки. У Китаї в однієї нечисленної народності улюбленою стравою є приготовані з шиком бамбукові щури з гарніром з молодого бамбука …
У натуральному господарстві коло корисних продуктів, що створюються для внутрішнього споживання, дуже обмежений. Інша річ — у другому типі виробництва, заснованому на суспільному розподілі праці, — товарному. Тут не тільки різко зростає кількість і різноманітність продуктів, що виробляються, але й змінюються їхні властивості. Адже одна справа — виробляти продукт для внутрішнього споживання в замкнутому господарстві і зовсім інша справа — призначати його для продажу на ринку. Природно, що в товарному господарстві вимоги покупців до якості корисних речей в міру зростання добробуту населення зростають. У нинішніх умовах все великі маси товарів оновлюються і якісно удосконалюються відповідно до вимог маркетингу (про маркетинг мова попереду).
Навряд чи слід доводити, що якщо товар не має корисністю, то він нікому не потрібен. Проте, якщо будь-який товар — корисна річ, то чим він відрізняється від натурального продукту? Не менш важливо з'ясувати: якщо в розвиненому товарному господарстві всі блага продаються і купуються, то чи можна вважати, що будь-яка корисна річ — це товар?
Відповідь ми отримаємо, якщо вирішимо логічне завдання (знайдемо істинні судження): у яких випадках корисна річ — товар. Для цього розглянемо три випадки.
1-й випадок. Всі блага, що використовуються для споживання, можна підрозділити на два види: а) створені природою (джерельна вода, дикорослі плоди тощо) і б) вироблені працею. У якому випадку ми маємо справу з товаром? Очевидно, що товаром ми визнаємо не дармовий продукт природи, а те, на що затрачено людську працю, що вимагає відповідного відшкодування.
2-й випадок. Усі виготовлені працею корисні речі можна розділити на дві групи: а) створені для себе і б) вироблені для інших людей. Що тут можна визнати товаром?
Зрозуміло, товаром не можуть бути вироби, виготовлені для власних потреб (як у натуральному господарстві). Їм будуть речі, створені для інших людей — громадські корисності.
3-й випадок. Громадські корисності також можна підрозділити на два види: а) відчужувані іншим людям безоплатно і б) передаються на ринку споживачів шляхом еквівалентного (рівноцінного) обміну на іншу річ. Природно, не будуть товаром вироби, які дістаються іншим особам безкоштовно (наприклад, подарунок). Продається на ринку річ, на яку затрачено працю і засоби виробництва, вимагає еквівалентного відшкодування.
Стало бути, товар — створена працею громадська корисність, призначена для еквівалентного обміну на ринку на інший товар. Цими властивостями ринковий продукт відрізняється від натурального продукту.
Інша відмінна особливість полягає в тому, що кожен товар при обміні на рівноцінний продукт набуває на ринку мінову вартість. Мінова вартість — це здатність товару обмінюватися на інші корисні речі у певних пропорціях (співвідношеннях).
Наприклад, на ринку можна визнати еквівалентними один одному (цифри умовні): 20 кг м'яса, 1 пару кросівок, 50 літрів молока і т. д.
Подібне рівність мінових співвідношень речей повсякденно і мільярди разів повторюється в практиці ринку. Воно здається звичайним і зрозумілим. Насправді тут багато що приховано від очей і не ясно: що в речах, чого і чому одно?
Справді, чи рівні обмінювані, а, отже, прирівняні один до одного товари як корисні речі? Цілком очевидно: в обміні прирівняні абсолютно різнорідні речі (м'ясо, кросівки, молоко — як у наведеному вище прикладі). Адже ніхто не продає корисну річ певного виду за таке ж благо. Прирівняні речі не є співставними і в кількісному відношенні: м'ясо вимірюється в кілограмах, кросівки — парами, молоко — літрами і т. д. Що ж у такому разі є рівним в міновій пропорції?
Ще видатний давньогрецький вчений Арістотель (384—322 рр. до н. Е.) помітив: обмін неможливий без рівності, а рівність без сумірності. Однак для нього та інших людей протягом двох тисячоліть не було ясно головне: що ж у всіх ринкових продуктах є однаковим і загальною?
Вперше своє рішення економічної задачі дала англійська класична політична економія, висунувши трудову теорію вартості. Обґрунтовуючи цю теорію, А. Сміт роз'яснив: «Праця є єдиним загальним, так само як і єдиним точним мірилом вартості, або єдиною мірою, за допомогою якої ми можемо порівнювати між собою вартості різних товарів в усі часи і в усіх місцях».
Очевидно, що рівність мінових пропорцій виникає тому, що представлені в обміні товари мають однакову вартість, яка створена суспільною працею — працею, призначеної для задоволення потреб суспільства.
Важливо мати на увазі й ту обставину, що неможливо взагалі безпосередньо виміряти величину вартості, яка втілює суспільну працю. Поняття вартість — це наукова абстракція, результат теоретичного вивчення. А. Сміт вірно помітив особливість ринкової практики: "Товари частіше обмінюються, а тому і порівнюються з іншими товарами, а не з працею … До того ж більшість людей краще розуміють, що означає певну кількість якого-небудь товару, ніж певну кількість праці. Перше є дотиковий предмет, тоді як друге — абстрактне поняття, яке хоча і може бути пояснено, але не відрізняється такою простотою і очевидністю".
Підсумуємо основні положення про економічну формі продуктів натурального і товарного виробництв.
1. Продукти натурального і товарного виробництва мають однакове властивість — корисність.
2. На відміну від натурального продукту товар має мінову вартість-здатність обмінюватися на інші корисні продукти в певних пропорціях.
3. Товарна вартість втілює суспільну працю товаровиробника.
4. Вартість товарів неможливо безпосередньо виміряти на ринку кількістю суспільної праці, в годинах робочого часу. На практиці це робиться шляхом порівняння товарів один з одним.
3. Гроші і їх еволюція.
Спочатку люди навіть не уявляли, як важку економічну завдання їм треба було вирішити, коли вони приступили до товарного обміну. Плем'я, зайняте тваринництвом, абсолютно не знало, як — у яких мінових співвідношеннях — можна по справедливості обміняти виникли у нього надлишки м'яса на зерно, вирощене хліборобами. А істота завдання полягало в тому, щоб відкрити, знайти загальновизнаний усіма еквівалент (рівний за вартістю товар), за допомогою якого можна вимірювати вартість всіх без винятку товарів. Знайти таку річ, яка надійно встановлювала б еквівалентність товарного обміну між усіма людьми. Природно, без цієї речі не могло успішно розвиватися товарно-ринкове господарство в рамках національних кордонів і в міжнародному масштабі.
Близько 7 тисячоліть було витрачено на пошук даного економічного кошти. Цей пошук вівся дослідним шляхом і розширювався в міру розвитку ринкових зв'язків. Спочатку як рівноцінні товари виступали випадкові речі. Потім на місцевих ринках виділялися найбільш ходові товари, на які можна було обміняти інші корисності. Наприклад, у греків і арабів це була худоба, у слов'ян хутра.
Вимогам міжнародної торгівлі не відповідали різні місцеві еквіваленти. У результаті виділився один — визнаний усіма народами — загальний еквівалент: гроші. Так було відкрито «чарівний засіб», здатне перетворитися, якщо завгодно, в будь-яку бажану і привабливу річ.
Для виконання ролі грошей найбільш підійшло золото — благородний метал, що володіє великою схоронністю. Золото має також інші необхідні для загального еквівалента якості: подільність, портативність (завдяки великій питомій вазі золота було потрібно менше в порівнянні, наприклад, з міддю), наявність в достатній кількості для обміну (більш благородний метал — платина зустрічається в природі рідше), велику вартість (видобуток 1 кг золота вимагає великих затрат праці).
Отже, гроші — особливий товар, який є єдиним загальним еквівалентом.
Розглянемо призначення грошей при золотому стандарті. Під золотим стандартом розуміється така сукупність грошей, при якій роль загального еквівалента відіграє золото. А в зверненні використовуються золоті монети або грошові знаки, розмінні на золото.
Золотий стандарт був встановлений у Великій Британії ще наприкінці XVIII ст. Він широко поширився в останній чверті XIX ст. в Німеччині, у Франції, Японії та Росії. В умовах такого стандарту гроші виконують такі функції:
1. Гроші — міра вартості
2. Засіб обігу
3. Засіб утворення скарбів
4. Засіб платежу
5. Світові гроші
Перш за все, гроші виконують функцію міри вартості, тобто вимірюють вартість усіх товарів. Вартість речі, виражена в грошах, — є ціна. Для визначення ціни продуктів самі гроші не потрібні, оскільки продавець товару встановлює його ціну думкою (ідеально виражає вартість у грошах).
Ціни товарів виражаються у відомій кількості грошового товару-золота. Кількість золота, його маса, виміряється його вагою. Певну вагову кількість золота приймається за одиницю виміру його маси. Ця одиниця встановлюється державою як грошова одиниця. Вона називається масштабом цін. Так, у США масштабом цін до 1971 р. був долар, який міг звертатися в золото за офіційним паритетом (рівному співвідношенню грошових одиниць різних країн) для центральних банків і іноземних урядів, рівному 0,818513 г чистого золота. У Росії грошовою одиницею став рубль, вагова кількість золота якого в 1897 р. було визначено в 0,774254 р.
У функції засобу обігу гроші виступають як посередник в обігу, який здійснюється за формулою Т (товар) — Д (гроші) — Т (товар). У даному випадку гроші не затримуються довго в руках покупців і продавців і переходять з рук у руки, виконуючи функцію засобу обігу швидкоплинно. Ця обставина привела, в остаточному підсумку, до заміни повноцінних грошей неповноцінними, символами вартості (паперовими грошима).
Якщо продавець одержав за свій товар гроші, але не став їх відразу ж витрачати на покупку потрібних йому речей, то процес обігу переривається. Тоді гроші(у вигляді золотих монет) починають виконувати функцію засобу утворення скарбів: вони накопичуються як представник багатства взагалі. Функцію засобу утворення скарбів виконують не тільки золоті монети, але і злитки, вироби із золота, тобто сам грошовий матеріал у всіх його видах.
При продажі товарів у кредит (у борг із відстрочкою платежу) Гроші виконують функцію платіжного засобу. Ними розплачуються за раніше придбаний товар, коли настає термін погашення заборгованості.
Боргові зобов'язання породжують нову форму грошей — кредитну. Виробник, що продав товар у борг, отримує від покупця вексель (боргове зобов'язання), який може використовуватися замість грошей, щоб розплатитися за річ, куплену в третьої особи. Однак такі векселі використовуються обмежено, оскільки вони гарантуються лише майном одного власника. Міцні гарантії стали забезпечувати банки, які замість приватних векселів — з певною вигодою для себе-стали випускати банкноти (банківські квитки). Поряд з банкнотами в обороті беруть участь і інші види кредитних засобів обігу — чеки. Чек являє собою наказ власника грошового внеску банку про видачу зі свого рахунку грошей особі, зазначеній в чеку. Чеки мають короткий термін обігу.
У міжнародній торгівлі здійснювалась функція світових грошей. Останні стали виступати в ролі загального еквівалента в господарських взаємини всіх країн. На світовому ринку довгий час гроші виступали в натуральній формі, у вигляді зливків золота.
З розвитком світових господарських зв'язків з'являються різні міжнародні засоби розрахунків, що заміняють золото. Однак валюта, що представляє світові гроші і різні засоби розрахунків, могла бути вільно оборотна в золото. Коли в якійсь країні така оборотність припинялася, то наставала криза платіжного обороту.
На початку 70-х рр. відбувся повний крах золотого стандарту (припинено обмін грошових знаків на золото). А золото на світовій арені витіснили паперові символи кредитних операцій.
Що ж являють собою сучасні грошові кошти, які прийшли на зміну золотого стандарту?
Широке поширення кредитних відносин у промислово розвинених країнах призвело до того, що у вигляді грошей виступають, по суті справи, боргові зобов'язання держав, банків і ощадних установ. Ці зобов'язання можуть виконувати функції грошей тому, що держава підтверджує: готівка — це законний платіжний засіб (паперові гроші повинні прийматися при сплаті боргу). При цьому вартість грошей не ґрунтується на певній кількості золота (як це було в минулому). Вона фактично визначається кількістю придбаних за гроші товарів і послуг. Зрозуміло, боргові зобов'язання можуть успішно виконувати функції грошей остільки, оскільки їх вартість або купівельна спроможність незмінні.
В даний час до грошей належать різноманітні боргові зобов'язання, які мають різну ступінь ліквідності — здатності зобов'язань бути зверненими в готівку і витраченими на покупку товарів і послуг. Так, готівкові гроші ліквідні на 100 %, бо на них можна негайно придбати різні види багатства. Набагато менш ліквідними є термінові вклади в ощадному банку, цінні папери. Для підрахунку кількості сучасних грошових засобів, що застосовуються для звернення, тепер використовуються так звані грошові агрегати, в які об'єднуються різні боргові зобов'язання залежно від ступеня і характеру їх ліквідності.
У різних країнах вся маса грошових коштів поділяється на агрегати в залежності від рівня розвитку кредитних відносин та грошового ринку Найбільш поширені три грошових агрегату: Ml, M2, МЗ. При цьому найбільш ліквідними є кошти, що входять в М 1 У M2 та МОЗ включаються, як то кажуть, «майже гроші» — фінансові (грошові) кошти, призначені для збереження цінностей.